# Meyssiez
Meyssiès é uma comuna francesa na região administrativa de Auvérnia-Ródano-Alpes, no departamento de Isère. Estende-se por uma área de 13,88 km². Em 2010 a comuna tinha 650 habitantes (densidade: 46,8 hab./km²).